# Уједињење Трансилваније са Краљевином Румунијом
Уједињење Трансилваније са Румунијом проглашено је 1. децембра 1918. године на скупштини делегата етничких Румуна у Алба Јулији.

Државни празник у у Румунији, Дан великог уједињења (познат и као Дан уједињења) пада на 1. децембар и обележава истоимени догађај.                                                                                                                                                                           Празник је установљен после Румунске револуције и њиме се прославља не само уједињење Трансилваније, него и Баната, Бесарабије                                                                                                                                                             и Буковине са Краљевином Румунијом. Све ове покрајине прикључене су Краљевини Румунији раније током 1918. 